# Američko ornitološko društvo
Američko ornitološko društvo (American Ornithological Society, AOS) je ornitološka organizacija sa sjedištem u Sjedinjenim Američkim Državama. Društvo je osnovano u listopadu 2016. spajanjem Američkog Saveza Ornitologa (AOU) i Cooperovog ornitološkog društva. Njegovi su članovi prvenstveno profesionalni ornitolozi, iako je članstvo otvoreno svima koji se zanimaju za ptice. Društvo izdaje dva znanstvena časopisa, The Auk i The Condor, kao i AOS-ov popis sjevernoameričkih ptica.
Godine 2013., Američki savez ornitologa najavio je blisko partnerstvo s ornitološkim društvom Cooper, uključujući zajedničke sastanke, centralizirano izdavaštvo i preusmjeravanje njihovih časopisa kako bi se povećala učinkovitost istraživanja. U listopadu 2016. AOU je objavio da prestaje s radom kao neovisni sindikat te se spaja s Cooper Ornitološkim društvom kako bi stvorio Američko ornitološko društvo.

## Povijest
Američki savez ornitologa osnovan je 1883. godine. Tri člana ornitološkog kluba Nuttall, Elliott Coues, JA Allen i William Brewster, poslali su pisma 48 istaknutim ornitolozima pozivajući ih "da prisustvuju Kongresu američkih ornitologa, koji će se održati u New Yorku, 26. rujna 1883. godine, u svrhu osnivanja Američkog saveza ornitologa, na osnovi sličnoj onoj sa "Sindikatom britanskih ornitologa". Adresati su odabrani uglavnom zbog "znanstvenog ugleda, ali donekle s obzirom na zemljopisnu zastupljenost, poželjno je da skup bude što katoličkiji i nesekcijski". Dvadeset i pet je odgovorilo na pismo, a 21 je bio nazočan prvom sastanku. Osnivačka konvencija održana je u knjižnici Američkog prirodoslovnog muzeja 26. rujna 1883. godine. Članovi osnivači AOU uključuju one koji su prisutni na nastupnoj konvenciji, navedeni u nastavku. Uz to, članovi nove Unije jednoglasno su upisali još dvojicu kao osnivače: profesora S. Bairda, koji nije mogao prisustvovati zbog svojih dužnosti u Smithsonianu, i JA Allena, koji nije mogao prisustvovati zbog tjelesnog invaliditeta. 
- Iz Iowe: Charles Aldrich.
- Iz New Yorka: Harry Balch Bailey, Eugene Pintard Bicknell, Daniel Giraud Elliot, Albert Kenrick Fisher, Joseph Bassett Holder, Edgar Alexander Mearns i Clinton Hart Merriam.
- Iz Massachusettsa: Charles Foster Batchelder, William Brewster, Charles Barney Cory i Henry Augustus Purdie.
- Iz Oregona: Charles Bendire.
- Iz Mainea: Nathan Clifford Brown.
- Iz New Brunswicka: Montague Chamberlain.
- Iz distrikta Columbia: Elliott Coues, D. Webster Prentiss i Robert Ridgway.
- Iz Louisiane: Robert Wilson Shufeldt.
- Iz Kanade: Thomas McIlwraith.
- Iz Ohija: John Maynard Wheaton.

### Predsjednici AOS-a
Dosadašnji predsjednici AOS-a:
- Joel Asaph Allen, 1883–1890
- Daniel Giraud Elliot, 1890–1892
- Elliott Coues, 1892–1895
- William Brewster, 1895–1898
- Robert Ridgway, 1898–1900
- Clinton Hart Merriam, 1900–1903
- Charles Barney Cory, 1903–1905
- Charles Foster Batchelder, 1905–1908
- Edward William Nelson, 1908–1911
- Frank Michler Chapman, 1911–1914
- Albert Kenrick Fisher, 1914–1917
- John Hall Sage, 1917–1920
- Witmer Stone, 1920–1923
- Jonathan Dwight, 1923–1926
- Alexander Wetmore, 1926–1929
- Joseph Grinnell, 1929–1932
- James Henry Fleming, 1932–1935
- Arthur Cleveland Bent, 1935–1937
- Herbert Friedmann, 1937–1939
- James Paul Chapin, 1939–1942
- James Lee Peters, 1942–1945
- Hoyes Lloyd, 1945–1948
- Robert Cushman Murphy, 1948–1950
- Josselyn Van Tyne, 1950–1953
- Alden Holmes Miller, 1953–1956
- Ludlow Griscom, 1956
- Ernst Mayr, 1957–1959
- George Hines Lowery, 1959–1962
- Austin Loomer Rand, 1962–1964
- Dean Amadon, 1964–1966
- Harold Ford Mayfield, 1966–1968
- John W. Aldrich, 1968–1970
- Robert W. Storer, 1970–1972
- Joseph J. Hickey, 1972–1973
- Donald Sankey Farner, 1973–1975
- John T. Emlen, 1975–1976
- Wesley E. Lanyon 1976–1978
- Harrison B. Tordoff, 1978–1980
- James Roger King, 1980–1982
- Thomas R. Howell, 1982–1984
- Frances C. James, 1984–1986
- Charles Sibley, 1986–1988
- Glen E. Woolfenden, 1988–1990
- Burt L. Monroe, jr., 1990–1992
- Brina Kessel, 1992–1994
- Richard C. Banks, 1994–1996
- Ned K. Johnson, 1996-1998
- Frank Gill, 1998–2000
- John W. Fitzpatrick, 2000–2002
- Fred Cooke, 2002–2004
- James A. Kushlan, 2004–2006
- Erica H. Dunn, 2006–2008
- Edward H. Burtt, Jr., 2008–2010
- John R. Faaborg, 2010-2012
- Susan M. Haig, 2012-2014
- Scott M. Lanyon, 2014–2016

## Vanjske poveznice
- Web stranica Američkog ornitološkog društva
- Internetska stranica Južnoameričkog klasifikacijskog odbora